# Aportacions territorials de Barbastre (1137)
Les Aportacions territorials de Barbastre serien segons l'historiador Antonio Ubieto un document annex als Capítols matrimonials de Barbastre (1137). Proposa l'historiador que amb aquest document el rei Ramir II d'Aragó informava a Ramon Berenguer IV de la situació de les terres, fronteres i estat del regne, puntualitzant però que retenia per a ell el domini reial sobre les esglésies del regne i insistint que no renunciava a la dignitat (títol) reial.

## Data del document
El document no té data explícita i l'historiador Ubieto proposà que tindria la mateixa data que les capitulacions matrimonials, l'11 d'agost del 1137. Per contra, al final del document i modernament s'hi afegí «Facta carta Jaece mense nov. aera MCLXXXVl regnante me rege Ranimiro in Suprarb. Ripacurt. et in imperio meo gener meus Raymund, comes Barchin. Subscripserunt hanc cartam», donant a entendre que el document hauria estat redactat el 1147 a Jaca; segons Ubieto, aquest afegit seria del segle xvii i citaria a Beuter. Després hi ha un altre afegit al document que continua «Joffre eps. Barbastrens, et Rodé, Dodo eps. Oscens. et Jaccens, Bernardus eps. Cesarauguste, Michcllus eps. Tirasonen. Sanctius eps. Hirunnie, Michael dnus. Sature, Petras Remon dnus. Astradae, Lope Sánchez, dnus. Aynarez, Armengolus comes Pallars, Petrus Mir Fontovae et Olasquarre, Petrus Gisbert de Benavarre, Petrus Remon de Arill de S. Estevan, Gombaldus dnus. Zapilse et Castro, Bernardus Pérez dnus. Piedre Ruvie, Fortum Guerra dnus. Arroste.» que segons Ubieto seria un afegit encara més posterior i que l'historiador aragonès qualifica de «colla de disbarats històrics sobre bisbes i tinents que prefereix ometre».

## Aportacions territorials
Amb aquest document el rei Ramir II d'Aragó informava a Ramon Berenguer IV de la situació de les terres, fronteres i estat del regne, puntualitzant però que retenia per a ell el domini reial sobre les esglésies del regne i que no renunciava a la dignitat reial:
| « | «Jo Ramir, fill del rei Sanç, rei dels aragonesos, dono a tu Ramon, comte barceloní, amb la meva filla el meu regne d'Aragó tot íntegrament, com el dividí el rei Sanç el Major, avi del meu pare; i com el vaig dividir amb el rei Garcia Ramires dels navarresos, a Pamplona, exceptuades les tinences que el sobredit rei Sanç donà al rei Ramir, avi meu, a Navarra. Per la part de Castella et dono les viles i castells que hi ha des d'Ariza fins Herrera; des d'Herrera fins a Tarazona; i des de Tarazona fins Tudela. Tudela l'adquirí i prengué el meu germà el rei Alfons, i la donà al comte de Perche com honor. En comte de Perche la donà amb la seva filla a Garcia Ramires. D'això, com millor puguis fer, fes-ho o conveneixo amb ell. Zaragoza la vaig donar a l'emperador de Castella, amb els seus aditaments, per què la tingui durant tota la seva vida. I em va fer homenatge d'ella, que seria retornada a mí o al meu successor després de la seva mort. Allò que a mí m'havia de fer, vull i mano que ho faci a tú. Això de la part de Castella. Per la part de Navarra et dono des de Santa Engracia del Puerto, el qual el meu pare el rei Sanç, de bona memòria, donà al seu monestir de San Salvador, fins a Bigüezal, com va l'aigua del riu Salazar i cau a Irati. Des d'allí fins al pont de San Martín; i des del pont de San Martín, com corre l'Irati i divideix Navarra i Aragó, fins que aflueix en el riu Aragó. D'allí, per mig del pont, fins a Vadoluengo. I des de Vadoluengo fins a Gallipienzo, com corre l'aigua. Des de Gallipienzo, segons corre el riu Aragó, fins a la seva confluència en el Agra i cau en l'Ebre, riu gran. D'allí, com corre el riu Ebre, fins a Tudela. De Roncal i Alesves i Cadreita i Valtierra així et dic: perquè les vaig donar al rei dels navarresos Garcia Ramires, perquè les tingués durant la seva vida, i em va fer homenatge: que després de la seva mort tornessin a mí o al meu successor. Tot allò que a mí m'havia de fer, vull i mano que ho faci a tú. Això et dono i concedeixo als fills dels fills teus que fossin de la generació de la meva filla, pels segles dels segles. Tú, en canvi, convens amb mi, de paraula i veritat, i poses les teves mans entre les meves mans, que no alieniis, ni facis alienar, aquest regne que et dono, durant la vida dels fills de la meva filla. Ni després de la mort del rei Garcia Ramires entreguis al seu fill Roncal i Alesves i Cadreita i Valtierra. I durant tota la meva vida em tinguis com a pare i senyor. Això no obstant, retinc per mí el reial domini sobre totes les esglésies del meu regne, sobre el monestir de San Salvador de Leire, al qual dono la meitat de l'olivar d'Arascués, a causa de la espasa que allí vaig rebre, que fou de Lope Juan; i sobre el monestir de San Juan de la Penya i sobre el monestir de San Victorián i sobre totes les esglésies parroquials i pròpies dels propis; i sobre San Pedro de Siresa, amb les seves pertinences; i Pertusa i San Úrbez i Santa Cecilia. Malgrat que t'entregui el regne, això no obstant no renuncio a la meva dignitat» | » |

## Còpies i manuscrits
Del manuscrit se'n feren diverses còpies coetànies i algunes posteriors.
- (A).
- (B). Còpia del segle xiii (AHN, Clero, Montearagón, carpeta 623, núm. 13)
- (C). Còpia parcial del segle xiv (AHN, Còdex 1.067, fol. 17)